# Vojtěch Bradáč
Vojtěch Bradáč (* 6. Oktober 1913 in Žižkov bei Prag; † 30. März 1947) war ein tschechoslowakischer Fußballspieler. 

## Karriere
Vojtěch Bradáč wurde 1913 in Žižkov geboren, das 1922 nach Prag eingemeindet wurde. Mit dem Fußballspielen begann Bradáč 1926 bei Viktoria Žižkov, wo der Stürmer in der Spielzeit 1930/31 in der 1. Liga debütierte. Am Saisonende wurde er mit nur 17 Jahren, acht Monaten und sieben Tagen in die Tschechoslowakische Nationalmannschaft berufen, kein Spieler war bei seinem Debüt jünger. Die Tschechoslowakei gewann gegen die Schweiz mit 7:3, Bradáč schoss zwei Tore. 
Im April 1932 wechselte Bradáč für die damalige Rekordsumme von 80.000 Tschechischen Kronen, das entspricht heute etwa 700.000 Kronen, zu Slavia Prag. Mit Slavia wurde er 1933, 1934 und 1935 Tschechoslowakischer Meister. In der Saison 1935/36 schoss Bradáč 42 Tore und wurde somit Torschützenkönig. Bradáč wurde daraufhin vom französischen Verein FC Sochaux verpflichtet und gewann mit ihm den nationalen Pokalwettbewerb. Im Sommer 1937 kehrte Bradáč zu Slavia zurück und gewann 1937/38 den Mitropapokal, in welchem er von 1934 bis 1939 insgesamt 18 Spiele bestritt und acht Tore erzielte.
Trotz seines hervorragenden Einstands im Jahr 1931 konnte sich Bradáč nicht in der Nationalmannschaft festsetzen. Zur Weltmeisterschaft 1934 wurde er nicht berufen, 1938 wurde er nachträglich nominiert und war nur Ersatz. Seinen letzten von insgesamt nur neun Einsätzen hatte er am 28. August 1938 in Zagreb beim 3:1 gegen Jugoslawien, dabei gelang ihm der 1:0-Führungstreffer.
In der Saison 1939/40 spielte Bradáč kurzzeitig für seinen ehemaligen Verein Viktoria Žižkov und kehrte anschließend zu Slavia zurück. 1942 stand er kurzzeitig bei Sparta Prag unter Vertrag, erneut ging er zurück zu Slavia. In der Spielzeit 1942/43 kehrte er den Rot-Weißen endgültig den Rücken und wechselte zum damaligen Erstligisten SK Nusle, der allerdings 1943/44 die höchste Spielklasse als Tabellenletzter verlassen musste. Seine Karriere beendete Bradáč bei Slovan Duchcov.
In der 1. Tschechoslowakischen Liga und der höchsten Spielklasse der Protektorats Böhmen und Mähren schoss Bradáč 155 Tore. 
Vojtěch Bradáč verstarb am 30. März 1947 mit nur 33 Jahren.

### Erfolge
- Tschechoslowakischer Meister 1933, 1934 und 1935
- Meister Protektorat Böhmen und Mähren: 1940, 1941, 1942 und 1943
- Französischer Pokalsieger 1937
- Mitropapokalsieger 1938

Individuell:
- Torschützenkönig Tschechoslowakische Liga: 1935/36 mit 42 Toren